# Wengern (Turawa)
Wengern, poln. Węgry ist eine Ortschaft in Oberschlesien. Wengern liegt in der Gemeinde Turawa im Powiat Opolski (Landkreis Oppeln) in der polnischen Woiwodschaft Opole. Seit 2012 ist Wengern offiziell zweisprachig und bereits 1998 wurde eine Gemeindepartnerschaft mit
Wengern in Nordrhein-Westfalen begründet.

## Geographie

### Geographische Lage
Wengern liegt in der historischen Region Oberschlesien im Oppelner Land. Der Ort liegt vier Kilometer westlich vom Gemeindesitz Turawa und elf Kilometer nordöstlich von der Kreisstadt und Woiwodschaftshauptstadt Opole (Oppeln).
Wengern befindet sich in der Nizina Śląska (Schlesischen Tiefebene) innerhalb der Równina Opolska (Oppelner Ebene). Nördlich von Wengern fließt die Malapane. Im Westen des Dorfes verläuft die Landesstraße Droga krajowa 45.

### Nachbarorte
Nachbarorte von Wengern sind im Westen Kollanowitz (Kolanowice), im Norden Königshuld (Osowiec), im Südosten Klein Kottorz (Kotórz Mały) und im Südwesten der Weiler Borek sowie Sowade (Zawada).

## Geschichte

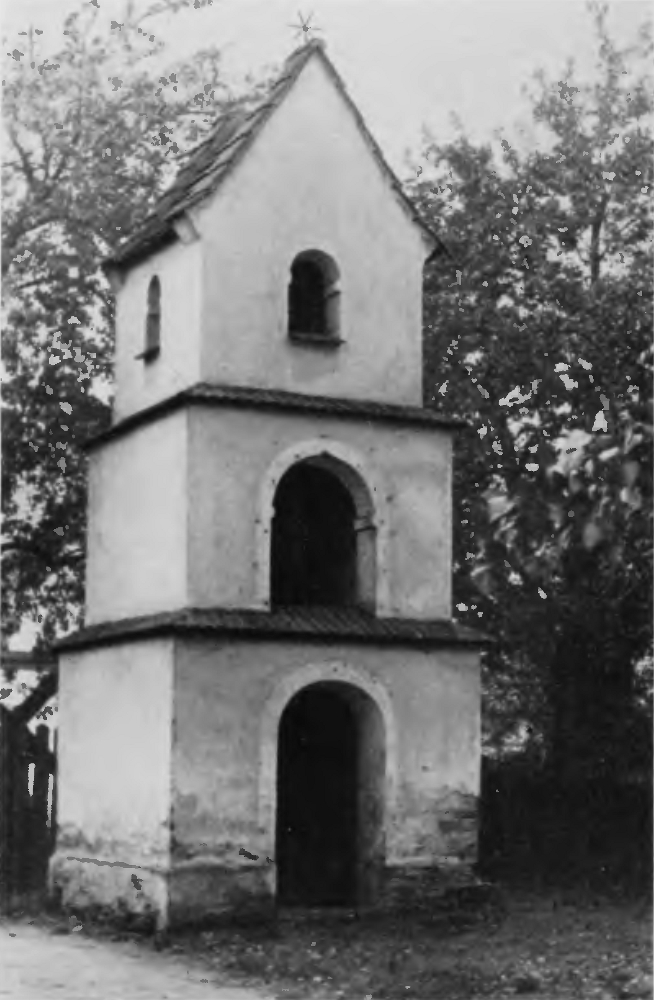
Wegkapelle mit Glockenturm 1937

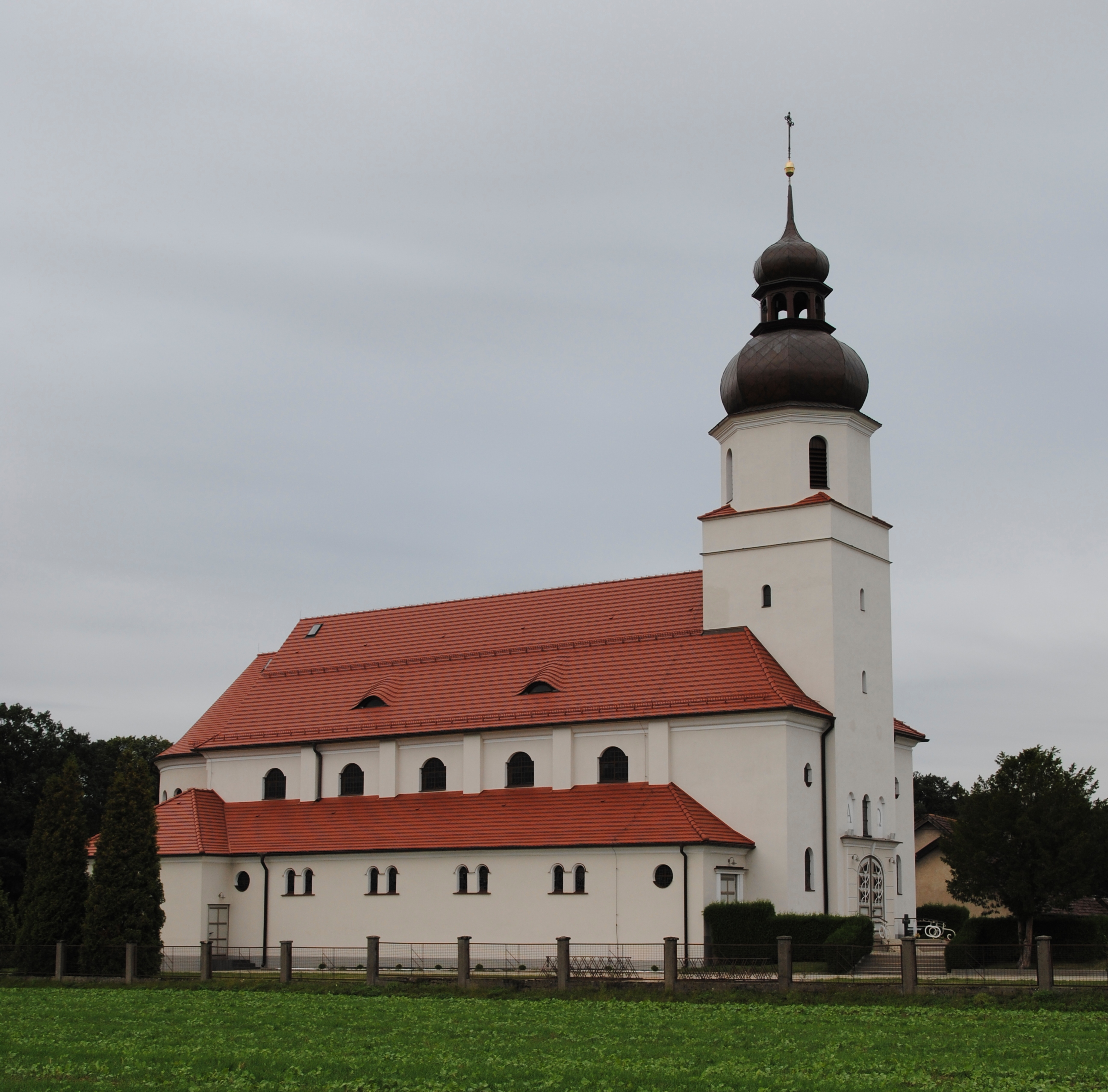
St. Josephskirche

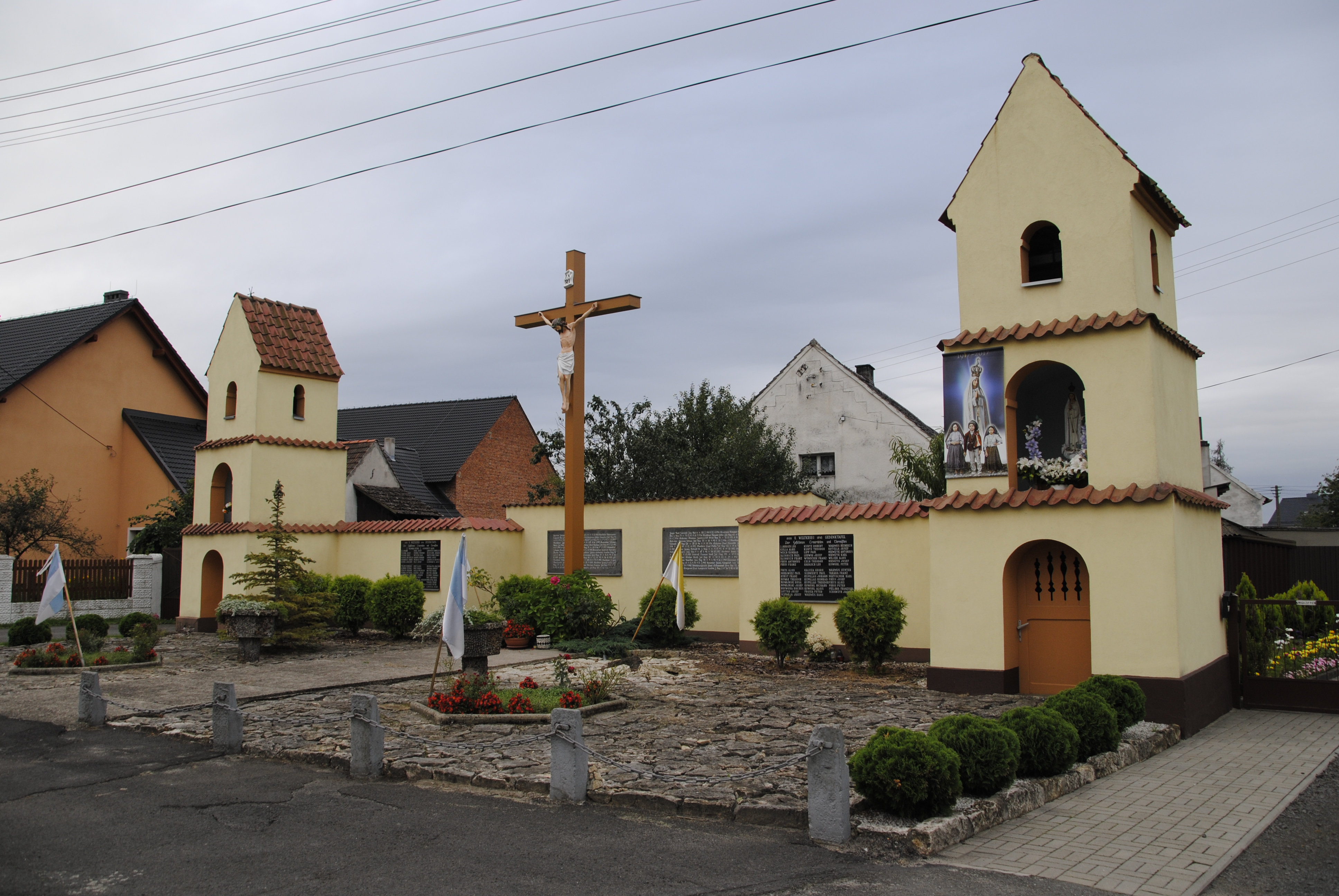
Gefallenendenkmal mit zwei Wegekapellen

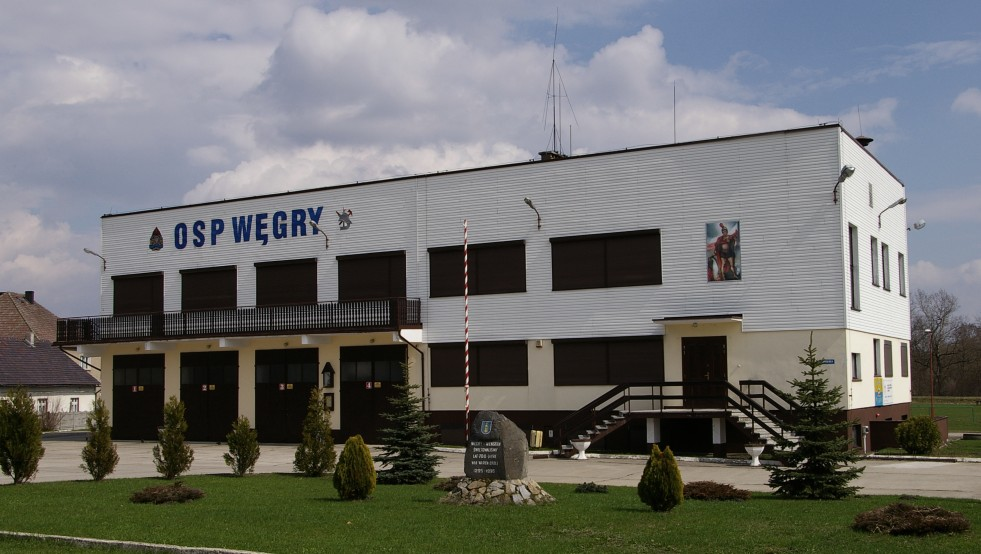
Feuerwehrhaus mit Gedenkstein zur 700-Jahr-Feier

Der Ort wurde am 17. November 1295 erstmals urkundlich als Wangri erwähnt. Wengern war lange Zeit im bischöflichen Besitz. 1430 und 1532 wurde der Ort als Wangri erwähnt. Nach dem Ersten Schlesischen Krieg 1742 fiel Wengern mit dem größten Teil Schlesiens an Preußen.
Nach der Neuorganisation der Provinz Schlesien gehörte die Landgemeinde Wengern ab 1816 zum Landkreis Oppeln im Regierungsbezirk Oppeln. 1845 bestanden im Dorf eine katholische Schule und 94 Häuser. Im gleichen Jahr lebten in Wengern 571 Menschen, davon 17 evangelisch. 1865 hatte der Ort 16 Bauern-, 11 Gärtner-, neun Ackerhäusler- und 52 Häuslerstellen. Ferner waren im Ort ein Müller, ein Kretschmer (Gastwirt), ein Krämer, zwei Fleischer, zwei Bäcker, drei Schuhmacher, vier Schmiede, zwei Schneider und ein Stellmacher ansässig. Außerdem wird zu diesem Zeitpunkt eine katholische Schule mit 86 Kindern erwähnt. 1874 wurde der Amtsbezirk Sowade gegründet. 1874 wurde der Amtsbezirk Königshuld gegründet, welcher aus den Landgemeinden Königshuld, Kollanowitz und Wengern bestand.
Bei der Volksabstimmung in Oberschlesien am 20. März 1921 stimmten 275 Wahlberechtigte für einen Verbleib bei Deutschland und 340 für Polen. Wengern verblieb beim Deutschen Reich. 1924 wurde die Notkirche errichtet und Wengern, das vorher nach Groß Kottorz eingepfarrt war, wurde zu einer eigenen Pfarrgemeinde. 1925 lebten im Ort 932 Einwohner. 1937 wurde das Denkmal für die Gefallenen des Ersten Weltkriegs erbaut. Am 1. April 1938 wurde der Ort nach Königshuld eingegliedert. 1939 wurde die steinerne neu erbaute Kirche fertiggestellt. Bis 1945 befand sich der Ort im Landkreis Oppeln.
1945 kam der bisher deutsche Ort unter polnische Verwaltung und wurde in Węgry umbenannt und der Woiwodschaft Schlesien angeschlossen. Die Eingliederung nach Königshuld wurde wieder aufgehoben. 1950 kam der Ort zur Woiwodschaft Opole. 1999 kam der Ort zum wiedergegründeten Powiat Opolski. Am 8. März 2012 erhielt der Ort zusätzlich den amtlichen deutschen Ortsnamen Wengern.

## Sehenswürdigkeiten und Denkmale
- Die römisch-katholische Josephskirche (poln. Kościół św. Józefa Robotnika) wurde zwischen 1934 und 1939 erbaut. Sie ersetzte die 1924 errichtete Notkirche aus Fachwerk, die zuvor in Lamsdorf stand. Der erste Gottesdienst fand im Oktober 1939 unter Erzbischof Adolf Bertram statt.[9]
- Die Wegkapelle mit Glockenturm wurde 1837 errichtet und besitzt eine Figur des Heiligen Urban. Die Glockenkapelle wurde 1937 in ein Gefallenendenkmal einbezogen. Von 1936 bis 1937 wurde eine weitere baugleiche Wegkapelle mit Glockenturm erbaut, die eine Figur der Heiligen Maria besitzt. Beide Wegkapellen wurden mit einer Mauer verbunden. An diese Mauer wurden die 1937 gestifteten Tafeln für die Gefallenen des Ersten Weltkriegs angebracht. 1993 wurden diese ergänzt mit Gedenktafeln für die Gefallenen und Opfer des Zweiten Weltkriegs. Zwischen den beiden Wegkapellen steht ein hölzernes Kreuz.
- Brücke über die Malapane aus dem Jahr 1903.
- Gedenkstein für die 700-Jahr-Feier des Ortes im Jahr 1995
- Hölzernes Wegkreuz
- Bildstock, bestehend aus einem Holzstamm und einer Figur des Heiligen Joseph

## Vereine
- Deutscher Freundschaftskreis
- Freiwillige Feuerwehr OSP Węgry mit Orchester
- Sportverein LZS Strażak Węgry

## Persönlichkeiten
- Peter Klimek (1881–1940), deutsch-polnischer katholischer Geistlicher und NS-Opfer